# Alderholt
Alderholt (ˈɔːldərˌhoʊlt) ist ein Dorf und zugleich civil parish im östlichen Dorset.
Alderholt liegt etwa drei Kilometer südwestlich von Fordingbridge und etwa 150 Kilometer südwestlich von London. Zum Parish gehören die Weiler Crendell und Cripplestyle.

## Sehenswürdigkeiten
- Jakobskirche in Alderholt (St James' Church)
- Congregational Church

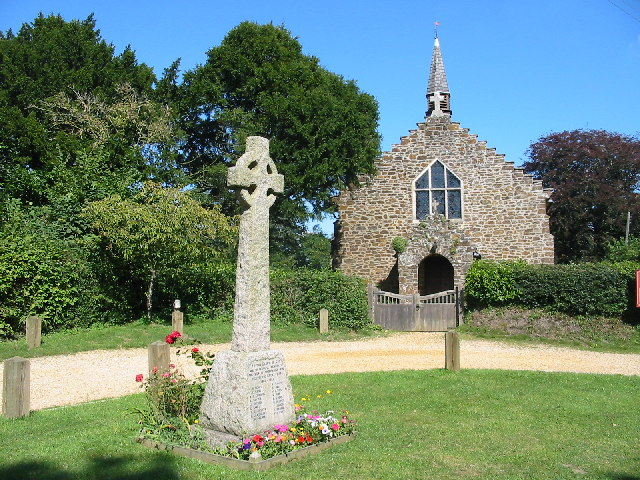
Jakobskirche
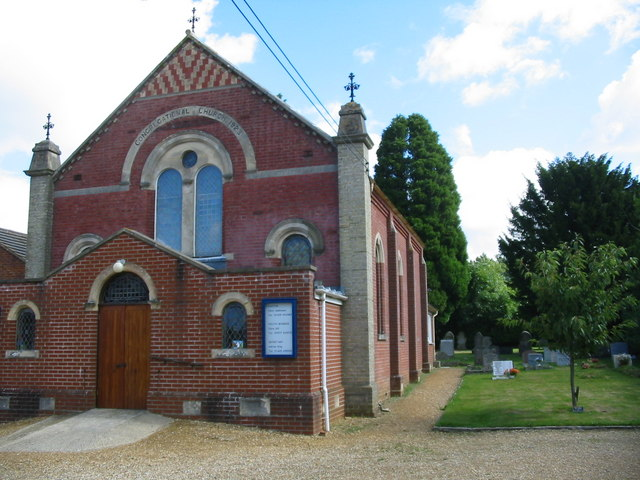
Congregational Church

## Trivia
Jedes Jahr findet in Alderholt das überregional bekannte ReCreate Arts Festival statt.